# Тепловий удар
Теплови́й уда́р — патологічний стан, що виникає раптово і зумовлений розладами терморегуляції організму при тривалому впливові на нього високої температури повітря або інфрачервоного (теплового) випромінювання.

## Причини
Нормальна життєдіяльність можлива за умови збереження постійної температури тіла за рахунок рівноваги між теплотворенням і тепловіддачею. При високій температурі навколишнього повітря сталість температури тіла зберігається за рахунок функції шкіри, через яку здійснюється тепловіддача шляхом випромінювання, проведення тепла і випаровування поту. Коли температура навколишнього повітря дорівнює температурі тіла, тепловіддача здійснюється тільки за рахунок потовиділення. Тому перегрівання найчастіше настає при підвищеній вологості і високій температурі повітря.
- Основною причиною теплового удару є дія на організм високої температури в умовах високої вологості довкілля.
- Також тепловий удар може виникнути в результаті носіння теплого і синтетичного одягу, який заважає тілу виділяти тепло.
- Надмірне вживання алкоголю може стати причиною розвитку теплового удару, оскільки алкоголь порушує терморегуляцію.
- Спекотна погода. Якщо ви не звикли до дії на організм високих температур, треба обмежити вашу фізичну активність, принаймні, на пару днів, у разі різкої зміни температурного режиму. Важке фізичне навантаження під відкритим сонцем є серйозним чинником ризику розвитку теплового удару.
- Деякі лікарські засоби також підвищують ризик отримання теплового удару. До засобів, що підвищують ризик теплового удару, відносяться: вазоконстріктори, діуретики, антидепресанти і антипсихотичні засоби.

### Групи ризику
Тепловий удар може отримати будь-яка людина, проте деякі люди, зважаючи на їх фізіологічні особливості, схильні до більшого ризику отримання теплового удару, ніж інші. До найбільшого ризику теплового удару схильні:
- Діти та люди літнього віку. У новонароджених процеси терморегуляції розвинені не повною мірою, тому у них зростає ризик отримання теплового удару. У літніх людей, терморегуляція з віком слабшає, що теж приводить до підвищення ризику отримання теплового удару. Також до групи ризику отримання теплового удару відносяться вагітні жінки.
- Генетична схильність. Деякі дослідники вважають, що існують люди з генетичними особливостями організму, які підвищують ризик виникнення теплового удару (природжена відсутність потових залоз, муковісцидоз).

## Клінічні ознаки
Основними симптоми та ознаками теплового удару є:
- Висока температура тіла (40 С і вище) є головною ознакою теплового удару.
- При тепловому ударі часто з'являється спрага.
- Відсутність потовиділення. При тепловому ударі, викликаному спекотною погодою, шкіра стає гарячішою і сухою на дотик. А при тепловому ударі, викликаному напруженою фізичною роботою, шкіра зазвичай волога, липка.
- При тепловому ударі шкіра часто червоніє.
- Прискорене дихання також є частою ознакою теплового удару.
- При тепловому ударі різко підвищується частота серцевих скорочень.
- Також при тепловому ударі може розвинутися пульсуючий головний біль.
- Рідше при тепловому ударі виникають такі симптоми, як: судоми, галюцинації, втрата свідомості.

При дії на організм людини високої температури можуть розвинутися теплові судоми. Теплові судоми є передвісниками теплового удару. Першими ознаками теплових судом є: багате потовиділення, втома, спрага, м'язові судоми в області живота, в ногах і руках. Для запобігання першим ознакам теплового удару, таких як м'язові судоми, рекомендується пити більше рідини, поєднувати фізичне навантаження з відпочинком, працювати в добре провітрюваному або кондиціонованому приміщенні.

### Тепловий удар легкого ступеня
Потерпілі скаржаться на головний біль і запаморочення, відчуття гарячки, виникає втомлюваність, слабість, пригнічення. Турбує нудота, інколи блювання. Температура тіла нормальна або субфебрильна. Шкіра волога. Незначне прискорення пульсу.

### Тепловий удар середньої тяжкості
Потерпілі скаржаться на загальну слабкість, пульсуючий головний біль, запаморочення, нудоту, блювання. Температура тіла підвищується до 40-41С. Шкіра гіперемована, волога, посилене потовиділення. Психічні розлади — підвищена дратливість і спалахи невмотивованого, нестримного гніву.
З'являється гіперрефлексія, розлади координації рухів. Частота дихань не змінена або незначно збільшена. Тахікардія досягає 110—130 ударів на хвилину. Артеріальний тиск, звичайно, у фізіологічних межах або незначно змінений.

### Тепловий удар тяжкого ступеня
Виникає раптово або поступово появою нестерпного головного болю, запамороченням, зниженням зору, багаторазовим блюванням. Наростає психомоторне збудження і дезорієнтація, розлади притомності. Зіниці вузькі, фотореакція в'яла. Гіперрефлексія, підвищення м'язового тонусу, тонічні і клонічні судоми, патологічні стопні рефлекси, парези і паралічі. Шкіра гіперемована і ціанотична, температура тіла в межах 40-42 С. Прогресує розлад кровообігу: зростає тахікардія до 120—140 ударів за хвилину, з'являється аритмія. Тахіпное до 30-36 в 1хв. Порушується ритм і амплітуда дихальних рухів.

## Ускладнення
Внаслідок теплового удару може розвинутися таке ускладнення, як шок. Першими ознаками шоку при тепловому ударі є: слабкий пульс (зниження артеріального тиску), посиніння губ та нігтів, втрата свідомості, шкіра стає холодною і вологою. Всі ці зміни в організмі ведуть до розвитку набряку внутрішніх органів і мозку. Набряк у свою чергу веде до безповоротних ушкоджень внутрішніх органів та мозку, до смерті.

## Перша допомога
Якщо ви відчули перші симптоми теплового удару, негайно викличте швидку допомогу. Якщо у вас немає можливості викликати невідкладну медичну допомогу, слід зробити наступне:
- Якщо ви відчули перші симптоми теплового удару і перебуваєте на вулиці, негайно зайдіть в прохолодне кондиціоноване приміщення. Такими приміщеннями можуть бути торговельний центр, кінотеатр і так далі.
- Зніміть тісний одяг, розв'яжіть краватку, зніміть взуття.
- У разі теплового удару оберніться вологим простирадлом або ввімкніть вентилятор.
- Якщо є можливість, прийміть прохолодний душ або ванну.
- Тепловий удар виникає не лише внаслідок зневоднення, але і внаслідок втрати солей з потом. Тому при тепловому ударі рекомендується випити 1 літр води з додаванням 1-2 чайних ложок солі.
- При тепловому ударі у жодному випадку не пийте алкогольні напої і напої з високим вмістом кофеїну (чай, кава, капучино), оскільки вони порушують терморегуляцію організму.
- Так само, для зниження температури тіла можна прикласти до області шиї, спини, пахв і паху мішечки з льодом.

## Профілактика
Тепловий удар — це дуже серйозний стан, але за допомогою простих заходів ви можете легко запобігти йому.
- Носіть легкий одяг з натуральних матеріалів (льон, бавовна), це дозволить уникнути розвитку теплового удару.
- При нагоді, встановіть в будинку кондиціонер.
- Пийте більше рідини, особливо в теплу пору року, це знизить ризик розвитку теплового удару.
- Перш ніж вживати які-небудь лікарські засоби, обов'язково проконсультуйтеся з лікарем.
- Ніколи не залишайте машину на сонці. Якщо все ж це трапилося, не сидіть в розжареній машині понад 10 хвилин.
- Уникайте важкого фізичного навантаження в жарку пору року. Під час виконання роботи час від часу робіть перерви на відпочинок, пийте більше рідини.
- Стежте за дітьми і не дозволяйте їм грати в жарку погоду під відкритим сонцем.
- По можливості, прагніть не знаходитися на відкритому сонці з 11.00 до 16.00.[1]